# A Record Of Employment
A Record Of Employment is een door de Kaiser Chiefs uitgebracht boek. Het vertelt het verhaal van deze Engelse band, die in 2005 doorbrak met het debuutalbum Employment. Het boek beschrijft een periode van iets meer dan één jaar: vanaf januari 2005 tot de Brit Awards die in februari 2006 plaatsvonden. In het boek staan foto's van huisfotograaf Peter Hill, maar ook kiekjes genomen door bandleden zelf.